# 허남진
허남진(許南鎭, 1962년 11월 7일 ~ )은 대한민국의 제6·7·8대 강원도 홍천군의원이다.

## 학력
- 석화국민학교 졸업
- 홍천중학교 졸업
- 홍천고등학교 졸업
- 강원대학교 재료공학과 졸업

## 경력
- LG 컴퓨터랜드 홍천지점장
- (주)영풍그룹 석포제련소 근무
- 민주평화통일자문회의 자문위원
- 홍천군 60년대생 선후배 연합회장
- 남산초등학교 운영위원
- 홍천군 택시 대표
- 홍천여자중학교 운영위원회 위원
- 홍천군 사회복지협의회 이사
- 남산초등학교 운영위원 부위원장
- 홍천군 노인복지관 운영위원
- 홍천고등학교 동문회장
- 한나라당 강원도당 홍천군 사무국장
- 2010.07 ~ 2012.07 제6대 강원도 홍천군의회 전반기 조례심사특별위원회 위원
- 2010.07 ~ 2012.07 제6대 강원도 홍천군의회 전반기 예산결산특별위원회 위원
- 2011.11 ~ 2011.12 제6대 강원도 홍천군의회 행정사무감사 위원
- 2012.07 ~ 2014.06 제6대 강원도 홍천군의회 후반기 조례심사특별위원회 위원
- 2012.07 ~ 2014.06 제6대 강원도 홍천군의회 후반기 예산결산특별위원회 위원
- 2012.07 ~ 2014.06 제6대 강원도 홍천군의회 후반기 부의장
- 2012.11 ~ 2012.12 제6대 강원도 홍천군의회 행정사무감사 위원
- 2013.11 ~ 2013.12 제6대 강원도 홍천군의회 행정사무감사 위원
- 새누리당 강원도당 홍천군 당원협의회 사무국장
- 2014.07 ~ 2018.06 제7대 강원도 홍천군의회 의원
- 2014.07 ~ 2016.07 제7대 강원도 홍천군의회 전반기 예산결산특별위원회 위원
- 2014.07 ~ 2016.07 제7대 강원도 홍천군의회 전반기 조례심사특별위원회 위원
- 2014.07 ~ 2016.07 제7대 강원도 홍천군의회 전반기 부의장
- 2014.11 ~ 2014.12 제7대 강원도 홍천군의회 행정사무감사 위원
- 2015.11 ~ 2015.12 제7대 강원도 홍천군의회 행정사무감사 위원
- 2016.07 ~ 2018.06 제7대 강원도 홍천군의회 후반기 조례심사특별위원회 위원
- 2016.07 ~ 2018.06 제7대 강원도 홍천군의회 후반기 예산결산특별위원회 위원
- 2016.07 ~ 2018.06 제7대 강원도 홍천군의회 후반기 공유재산관리계획특별위원회 위원
- 2016.11 ~ 2016.12 제7대 강원도 홍천군의회 행정사무감사 위원
- 2017.11 ~ 2017.12 제7대 강원도 홍천군의회 행정사무감사 위원
- 2018.07 ~ 2019.10 제8대 강원도 홍천군의회 의원
- 2018.07 ~ 2019.10 제8대 강원도 홍천군의회 전반기 조례심사특별위원회 위원
- 2018.07 ~ 2019.10 제8대 강원도 홍천군의회 전반기 예산결산특별위원회 위원
- 2018.07 ~ 2019.10 제8대 강원도 홍천군의회 전반기 공유재산관리계획특별위원회 위원

## 수상
- 전국 시군구의장 협의회 선정 "지방의정 봉사상" 수상

## 공직선거법 위반
자유한국당 허남진 의원은 정치자금법을 위반 혐의로 기소되어 2019년 10월 31일 대법원에서 정치자금법 위반으로 벌금 700만원이 확정되면서 의원직이 상실되었다.

## 역대 선거 결과
|  | 10.34% |

|  | 17.82% |

|  | 20.48% |

|  | 22.46% |